# Petts Wood
Petts Wood est une zone anglaise située au sud-est de Londres, dans le borough londonien de Bromley.
Le nom se réfère à la famille Pett, qui possedait des biens ici dans le XVIe siècle et louait la forêt aux bûcherons, utilisant le bois pour construire les navires.
Aux années 1890 et 1900 la zone est en grande partie développée aux maisons, mais parti de la forêt éponyme encore survive, grâce au National Trust.